# Marcel Pagnol
Marcel Paul Pagnol, francoski književnik in akademik, * 28. februar 1895, Aubagne, † 18. april 1974, Pariz.

## Dela
- komedije Topase, Marius, Fanny, Železna maska
- scenariji Cezar, Pekova žena